# Savonoski
Pour les articles homonymes, voir Old Savonoski Site et Savonoski River Archeological District.
La rivière Savonoski est un cours d'eau d'Alaska, aux États-Unis situé dans le borough de Lake and Peninsula. C'est un affluent de la rivière Naknek.

## Description
Longue de 35 milles (56 km), elle prend sa source à l'extrémité du glacier Hook, et coule en direction de l'ouest vers le lac Naknek, dans la péninsule d'Alaska, à l'intérieur du parc national et réserve de Katmai, pour rejoindre la rivière Naknek à 22 milles (35 km) au nord-ouest du mont Katmai.
Elle a été nommée ainsi en 1919 par R.F. Griggs, en référence au village eskimo abandonné qui se trouvait à son confluent.

## Sources
- (en) « Savonoski », Geographic Names Information System